# Ans van Dijk
Ans van Dijk, född 24 december 1905 i Amsterdam, död 14 januari 1948 i Fort Bijlmer i Weesperkarspel, var en nederländsk kvinna som kollaborerade med den nazistiska ockupationsmakten under andra världskriget.

## Biografi
Ans van Dijk, som var av judisk börd, greps av Sicherheitsdienst 1943. För att undgå deportation förband hon sig att samarbeta med de tyska myndigheterna. Under förespegling att hon tillhörde den nederländska motståndsrörelsen erbjöd hon judar gömställen och falska ID-handlingar. Genom hennes förräderi greps minst 145 judar, av vilka mer än hälften dog i koncentrationsläger. Uppgifter gör gällande att Ans van Dijk förrådde Anne Frank och hennes familj.
Efter andra världskrigets slut grep Ans van Dijk i Haag. I februari 1947 ställdes hon inför en specialdomstol, åtalad för landsförräderi och krigsförbrytelser. I januari avrättades Ans van Dijk genom arkebusering.